# Lydien
Cet article traite de la langue lydienne. Pour le peuple, voir Lydiens et pour le mode musical, voir Mode lydien.
Le lydien était une langue indo-européenne de la famille des langues anatoliennes, parlée dans l'Antiquité en Lydie, habitée par les Lydiens et possiblement en lien avec les Louvites.

## Histoire

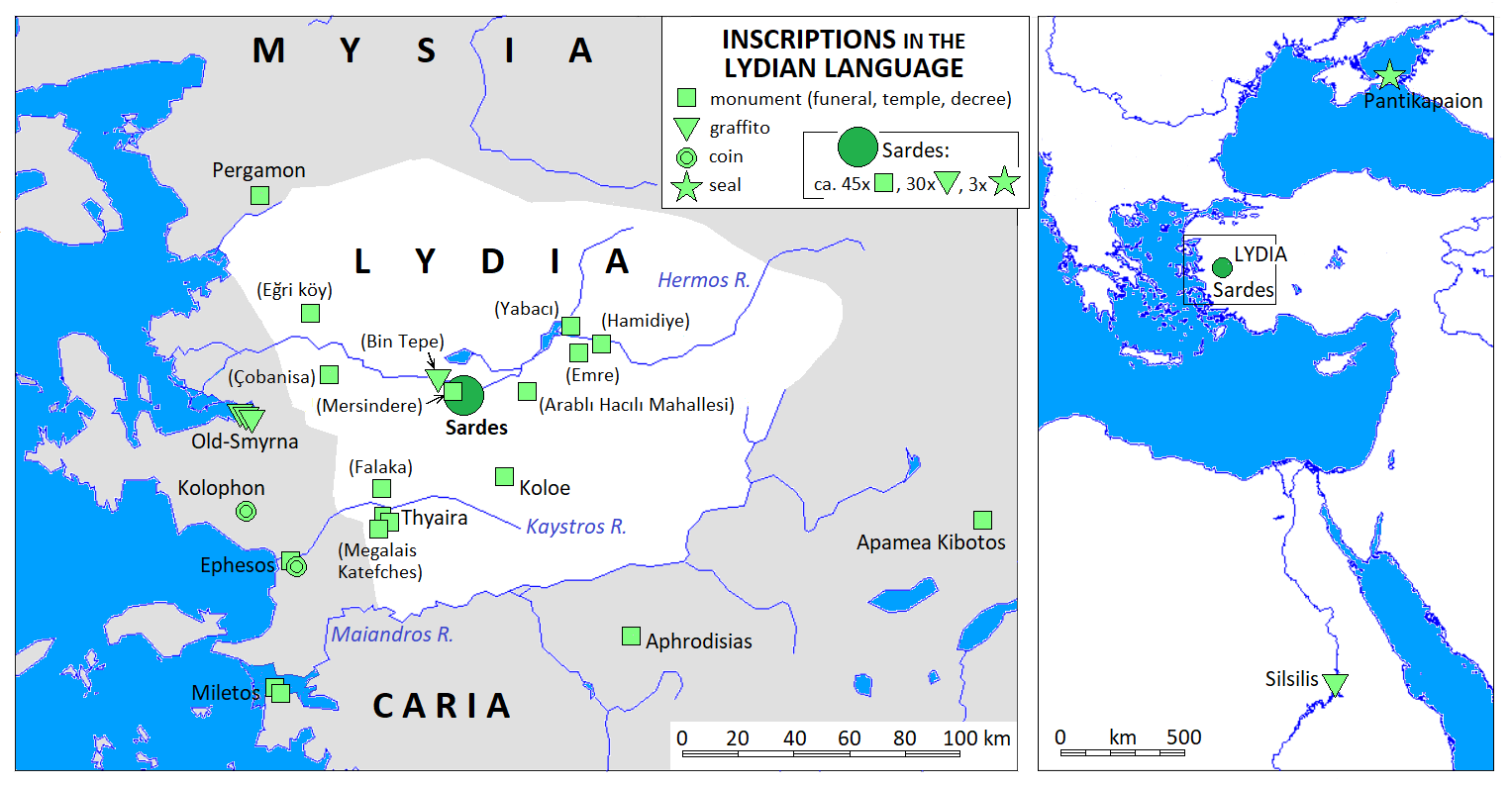
Carte montrant les lieux où des inscriptions en lydien ont été retrouvées.

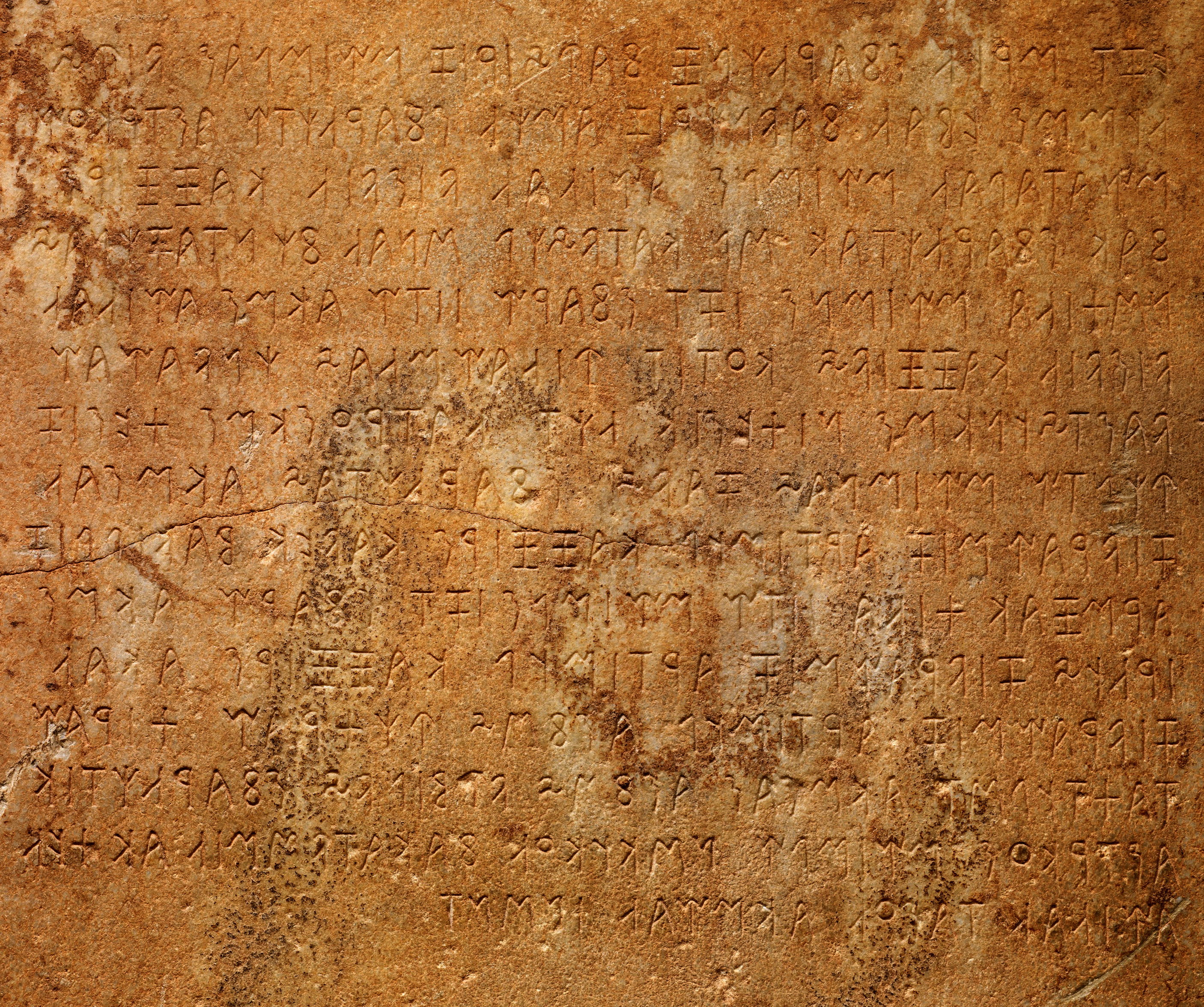
Une stèle de marbre avec du texte en lydien.

La langue lydienne est attestée sur des pièces de monnaie au moins du début du VIIe jusqu'au IIIe siècle av. J.-C. La majorité des inscriptions retrouvées date des Ve et IVe siècles av. J.-C., soit pendant la période de domination Perse. Au XXIe siècle, une centaine d'inscriptions en lydien sont connues. La plupart étant très courtes, il est difficile de connaître leur signification. La plupart ont été retrouvées à Sardes, capitale de la Lydie. Quatre textes bilingues lydien-araméen ou lydien-grec ont été retrouvés et ont permis de mieux connaître la langue lydienne.
Cette langue s'écrit avec l'alphabet lydien, proche de l'alphabet grec.
Le lydien et le grec se sont mutuellement influencés, ce qu'attestent des emprunts.

#### Inscriptions
- (en) E. Littmann, Lydian Inscriptions (Sardis, VI/1), Leiden, 1916.
- (en) W. H. Buckler, Lydian Inscriptions (Sardis, VI/2), leiden, 1924.
- (de) R. Gusmani, Lydisches Wörterbuch, Heidelberg, 1964.
- (de) R. Gusmani, Lydisches Wörterbuch. Ergänzungsband, 3 fasc., Heidelberg, 1980-1984.
- (en) H. Craig Melchert, [PDF] Lydian corpus, 2001.

#### Grammaires, manuels
- (de) Roberto Gusmani, Lydisches Wörterbuch mit grammatischer Skizze und Inschriftensammlung, Heidelberg, 1964,  (ISBN 3-533-02929-8).
- (en) Vitalij Shevoroshkin, The Lydian language, Moscou, 1977.
- (fr) Raphaël Gérard, Phonétique et morphologie de la langue lydienne, Bibliothèque des cahiers de l'institut de linguistique de Louvain, éd. Peeters Louvain-La-Neuve, 2005,  (ISBN 90-42-91574-9).
  - [PDF] (extrait disponible en ligne)